# Gaius Helvidius Priscus
Gaius Helvidius Priscus († um 75) war ein römischer stoischer Philosoph und Politiker, der von der Regierungszeit des römischen Kaisers Claudius bis zu jener Vespasians hohe Ämter ausübte.

## Leben
Gaius Helvidius Priscus war der Sohn eines Primipilaris aus der in Samnium (Mittelitalien) gelegenen Stadt Cluviae. Zu den frühen Ämtern des von ihm eingeschlagenen cursus honorum zählte seine Quästur, die er unter Kaiser Claudius in der in Südgriechenland gelegenen Provinz Achaea innehatte. Als Legionslegat in Syrien fiel ihm im Jahr 51 die Aufgabe zu, in die in Armenien herrschenden Wirren einzugreifen. Unter Kaiser Nero wurde er 56 Volkstribun und suchte in dieser Funktion gegen bei Versteigerungen auftretende Härten durchzugreifen.
Zu seiner zweiten Gemahlin nahm Helvidius Priscus Fannia, die Tochter des Publius Clodius Thrasea Paetus. Wie dieser war er angesehen für seinen leidenschaftlichen und mutigen Republikanismus. Seine erklärte Sympathie für Brutus und Cassius sowie seine Verwicklung in das Gerichtsverfahren seines Schwiegervaters führten im Jahr 66 zu seiner Verbannung nach Apollonia. Fannia begleitete ihn ins Exil. Bis zu Neros Tod hielt er sich in Makedonien auf.
Nachdem Galba im Jahr 68 Helvidius’ Rückkehr veranlasst hatte, klagte er sofort Eprius Marcellus an, den Ankläger seines Schwiegervaters Thrasea Paetus, ließ aber die Klage fallen, als deutlich wurde, dass eine Verurteilung des Marcellus eine Reihe von Senatoren mitbetroffen hätte. Er kümmerte sich auch um die Beisetzung Galbas. Als gewählter Prätor wagte er es, sich Vitellius im Senat entgegenzustellen, und als er dann später, im Jahr 70, im Amt war, bestand er in Opposition zu Vespasian darauf, dass die Verwaltung der Finanzen im Ermessen des Senates verbleiben sollte. Er schlug vor, das Kapitol, das durch die Feuersbrunst im Bürgerkrieg zwischen Vitellius und Vespasian zerstört worden war, auf öffentliche Kosten wiederherzustellen.
Schließlich wurde Gaius Helvidius Priscus, der als bedeutender und prinzipientreuer Redner galt, wegen seines beleidigenden Verhaltens gegen Vespasian ein zweites Mal verbannt und kurze Zeit später, im Jahr 75, auf Anordnung des Kaisers hingerichtet. Sein Leben wurde im Auftrag seiner Witwe Fannia, die ihm auch in sein zweites Exil gefolgt war, von Herennius Senecio in Form einer Lobschrift niedergeschrieben. Dies führte Ende 93 zum Tod des Autors auf Veranlassung des Kaisers Domitian.
Dasselbe Schicksal ereilte seinen gleichnamigen Sohn, der es sich angeblich im Jahre 93 erlaubt hatte, Domitian in einem Theaterstück zu verspotten.
Eine rechtsgeschichtlich bedeutende lateinische Inschrift aus dem heutigen Ort Campomarino enthält den Inhalt eines Schiedsspruchs bezüglich einer Grenzstreitigkeit, den ein Gaius Helvidius Priscus als Schiedsrichter festlegte. Es gilt als wahrscheinlich, dass es sich bei dieser Person entweder um den Philosophen und Praetor des Jahres 70 n. Chr. oder um seinen gleichnamigen Sohn handelt.